# Rıza (pel·lícula)
Rıza és una pel·lícula turca del 2007 escrita i dirigida per Tayfun Pirselimoğlu.

## Argument
Narra les desventures de Riza, un camioner sense gaires recursos d'Adana que quan arriba a Istanbul se li espatlla el motor i ha de buscar treball per tal de pagar la reparació i el préstec del vehicle. A l’hostal on s’allotja coneix diversos personatges (un jove kurd, un mariner gai, uns immigrants afganesos). Acaba cometent un crim i demana ajuda desesperat a una antiga xicota, Aysel.

## Repartiment
- Rıza Akın
- Nurcan Eren
- Melissa Ahmedi
- Emin Baş

## Festival i premis
La pel·lícula es va projectar al 57è Festival Internacional de Cinema de Berlín a la secció Fòrum on es van projectar pel·lícules innovadores. Va participar al 29è Festival de Cinema Mediterrani de Montpeller, on va guanyar el "Premi de la Crítica". També es va projectar al 7è Festival de cinema turc de Boston, celebrat entre el 27 de març i el 14 de maig de 2008.